# Euphorbia filiflora
Euphorbia filiflora es una especie fanerógama perteneciente a la familia de las euforbiáceas. Es nativa de Sudáfrica y Namibia.

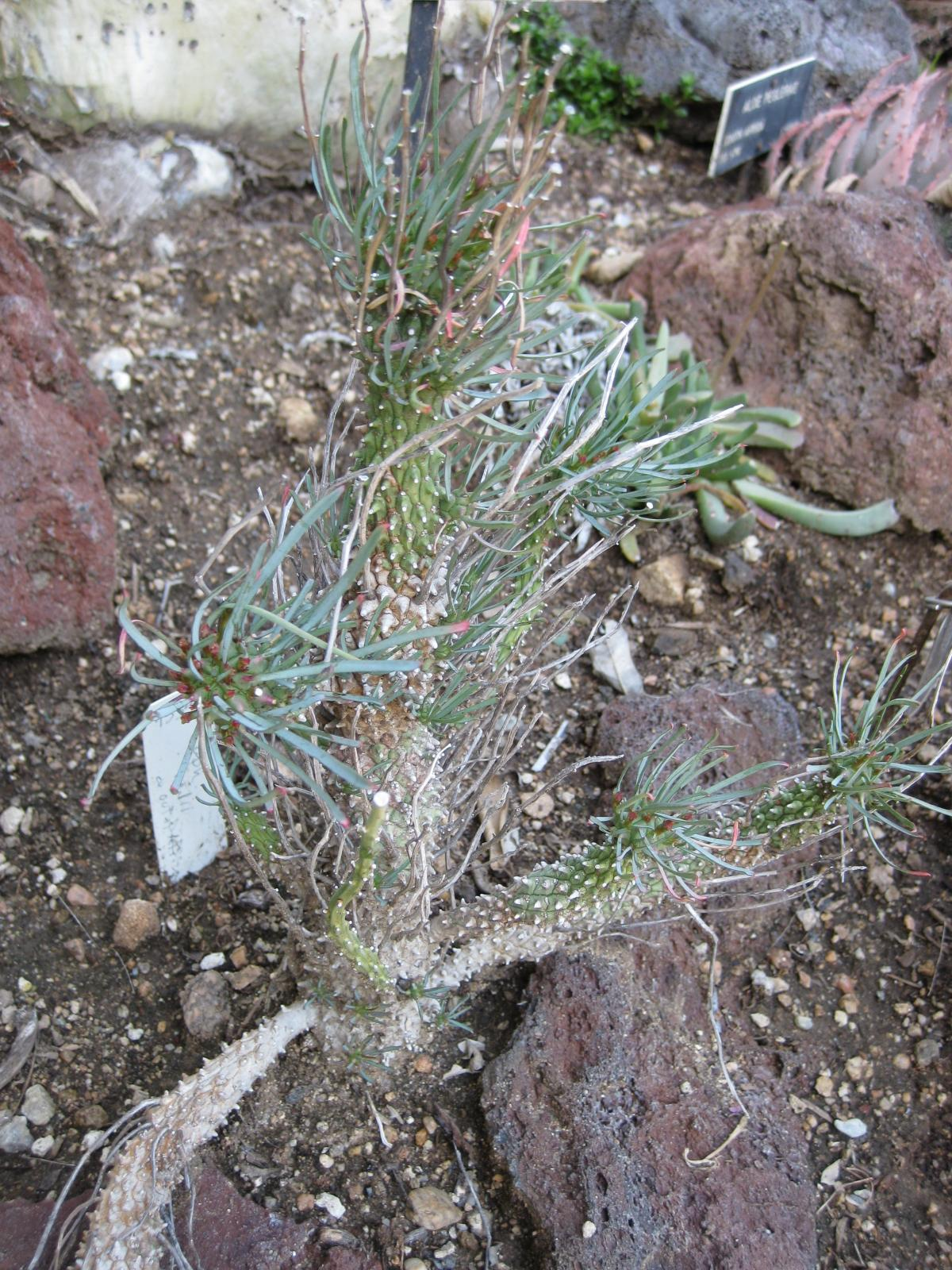
Vista de la planta

## Descripción
Es una planta suculenta, arbusto perennifolio que alcanza un tamaño de 10 a 30 cm de altura a una altitud de 915 metros. Sin espinas, pero con restos persistentes erectos o ascendentes de pedúnculos endurecidos.

## Taxonomía
Euphorbia filiflora fue descrita por Hermann Wilhelm Rudolf Marloth y publicado en Transactions of the Royal Society of South Africa 3: 123. 1913.
Etimología
Euphorbia: nombre genérico que deriva del médico griego del rey Juba II de Mauritania (52 a 50 a. C. - 23), Euphorbus, en su honor – o en alusión a su gran vientre –  ya que usaba médicamente Euphorbia resinifera. En 1753 Carlos Linneo asignó el nombre a todo el género.
filiflora: epíteto latino que significa "flor como hilo".
Sinonimia
- Euphorbia filiflora var. nana G.Will. (2003).[5][6]